# ISO 3166-2:YE
ISO 3166-2:YE es la entrada para Yemen en ISO 3166-2, parte de los códigos de normalización ISO 3166 publicados por la Organización Internacional de Normalización (ISO), que define los códigos para los nombres de las principales subdivisiones (p.ej., provincias o estados) de todos los países codificados en ISO 3166-1.
En la actualidad, en la entrada para Yemen los códigos ISO 3166-2 se definen para 1 municipio y 21 muhafazah (gobernaciones). El municipio Sana'a es la capital del país y tiene un estatus especial equiparable al de las gobernaciones.
Cada código consta de dos partes, separadas por un guion. La primera parte es YE,  el código de la ISO 3166-1 para Yemen. La segunda es un código alfabético de dos caracteres.

## Publicación
- ISO 3166-2:2002-12-10

## Códigos
| Código | Nombre de la subdivisión (ar) (BGN/PCGN 1956) | Nombre de la subdivisión (es) | Categoría de la subdivisión |
| ------ | --------------------------------------------- | ----------------------------- | --------------------------- |
| YE-SA  | Amānat al ‘Āşimah [ciudad]                    | Saná                          | municipalidad               |
| YE-AB  | Abyan                                         | Abyan                         | gobernación                 |
| YE-AD  | ‘Adan                                         | Adén                          | gobernación                 |
| YE-DA  | Aḑ Ḑāli‘                                      | Ad Dali'                      | gobernación                 |
| YE-BA  | Al Bayḑā’                                     | Al Bayda'                     | gobernación                 |
| YE-HU  | Al Ḩudaydah                                   | Al Hudayda                    | gobernación                 |
| YE-JA  | Al Jawf                                       | Al Jawf                       | gobernación                 |
| YE-MR  | Al Mahrah                                     | Al Mahrah                     | gobernación                 |
| YE-MW  | Al Maḩwīt                                     | Al Mahwit                     | gobernación                 |
| YE-AM  | ‘Amrān                                        | 'Amran                        | gobernación                 |
| YE-SU  | Arkhabīl Suquţrá                              | Socotra                       | gobernación                 |
| YE-DH  | Dhamār                                        | Dhamar                        | gobernación                 |
| YE-HD  | Ḩaḑramawt                                     | Hadramaut                     | gobernación                 |
| YE-HJ  | Ḩajjah                                        | Hajjah                        | gobernación                 |
| YE-IB  | Ibb                                           | Ibb                           | gobernación                 |
| YE-LA  | Laḩij                                         | Lahij                         | gobernación                 |
| YE-MA  | Ma’rib                                        | Marib                         | gobernación                 |
| YE-RA  | Raymah                                        | Raymah                        | gobernación                 |
| YE-SD  | Şāʻdah                                        | Sa'dah                        | gobernación                 |
| YE-SN  | Şanʻā’                                        | Saná                          | gobernación                 |
| YE-SH  | Shabwah                                       | Shabwah                       | gobernación                 |
| YE-TA  | Tāʻizz                                        | Taiz                          | gobernación                 |

## Cambios
Los siguientes cambios de entradas han sido anunciados en los boletines de noticias emitidos por el ISO 3166/MA desde la primera publicación del ISO 3166-2 en 1998, cesando esta actividad informativa en 2013.
| Edición/Informe               | Fecha de emisión | Descripción del cambio en el boletín de noticias | Cambio de código o subdivisión                                                                  |
| ----------------------------- | ---------------- | --- | ----------------------------------------------------------------------------------------------- |
| Boletín I-4                   | 12/12/2002       | Se añaden dos gobernaciones | Subdivisiones añadidas: YE-DA Aḑ Ḑāli' YE-AM 'Amrān                                             |
| ISO 3166-2:2007               | 13/12/2007       | Segunda edición de la ISO 3166-2 (este cambio no fue reportado en el informe) | Subdivisiones añadidas: YE-SA Şan‘ā' [city]                                                     |
| Boletín II-2                  | 30/6/2010        | Se actualizan la estructura administrativa, su orden alfabético y la fuente de lista                                                                                                  | Subdivisiones añadidas: YE-RA Raymah                                                            |
| Plataforma en línea de la ISO | 17/11/2014       | Cambio ortográfico para YE-SA; se actualiza la fuente de lista | Cambio ortográfico: YE-SA Şan‘ā’ [ciudad] → Amānat al ‘Āşimah [ciudad]                          |
| Plataforma en línea de la ISO | 27/11/2015       | Cambia el nombre de la subdivisión de YE-DA, YE-AD, YE-BA, YE-AM, YE-MA; se añade la gobernación YE-SU; se añade el sistema de romanización de YE-RA; se actualiza la fuente de lista | Subdivisiones añadidas: YE-SU Arkhabīl Suquţrá Cambios de nombre: YE-AD YE-AM YE-BA YE-DA YE-MA |
| Plataforma en línea de la ISO | 15/11/2016       | Cambio ortográfico de YE-AB; se actualiza la fuente de lista |                                                                                                 |